# George William McArthur Reynolds
Pour les articles homonymes, voir George Reynolds et Reynolds.

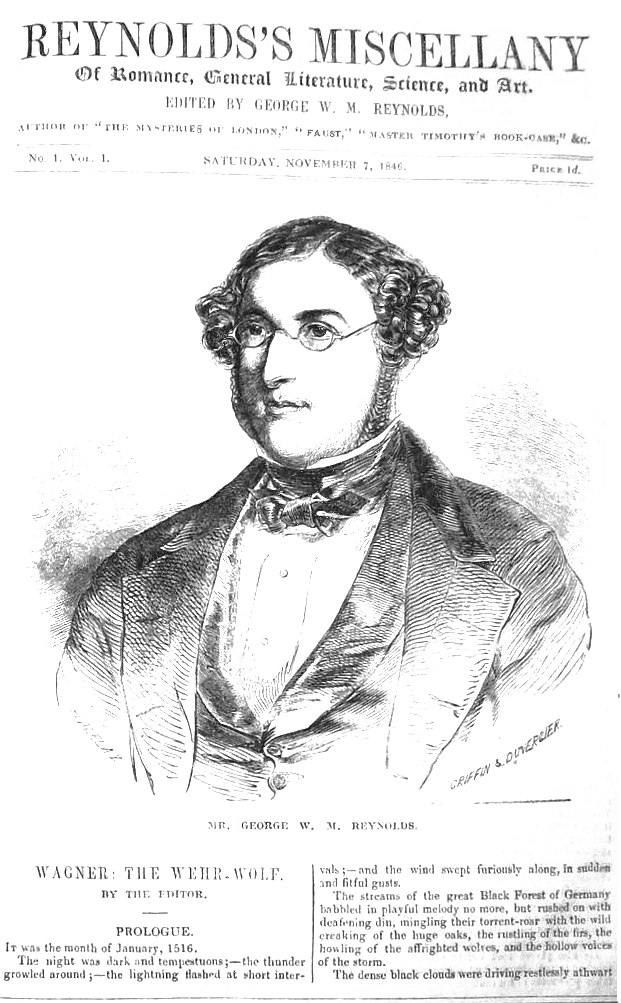
George Reynolds sur la première page de la première édition de Reynolds's Miscellany en 1846. Le premier épisode de Wagner the Wehr-Wolf commence en bas de la page

George William MacArthur Reynolds (1814-1879) est un écrivain et journaliste britannique.

## Biographie
Né à Sandwich (Kent) le 23 juillet 1814, fils du capitaine Sir George Reynolds, officier général de la Royal Navy. G.W.M. Reynolds entre d'abord à l'école Dr Nance à Ashford, Kent, et puis au Collège militaire royal de Sandhurst. Il se destine à une carrière dans l'armée britannique, mais héritant de ses parents à leur mort en 1829, il décide de quitter l'armée et de se consacrer plutôt aux études littéraires. Il quitte Sandhurst, le 13 septembre 1830 et durant les années suivantes commence à voyager, notamment en France. Il s'installe à Paris en 1834, où il lance un journal quotidien en anglais. L'entreprise échoue, Reynolds tombe en faillite et rentre en Angleterre en 1836.
G.W.M. Reynolds est mort le 19 juin 1879.

## Œuvre littéraire

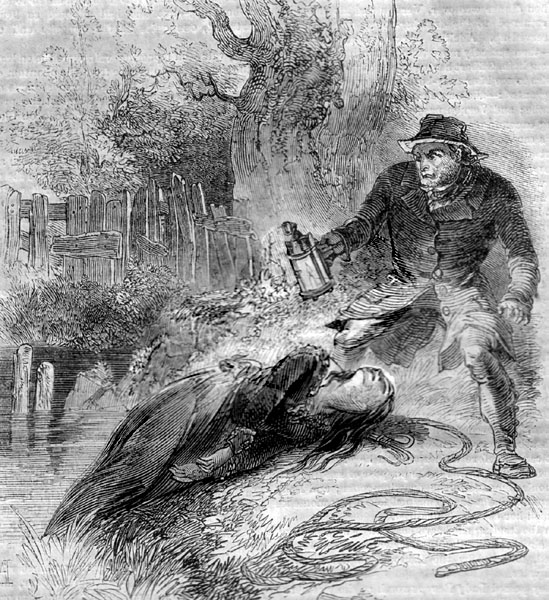
Resurrection Man et sa victim Lydia Hutchinson ; illustration des Mystères de Londres, Vol. II, 1re série, publiée en 1896 par George Vickers, Catherine Street, The Strand

Après la publication de son premier roman en 1835, Reynolds devient rapidement un auteur prolifique de romans populaires. Presque oublié aujourd'hui, il était, de son vivant, plus lu que Dickens ou Thackeray ; dans sa notice nécrologique, la revue professionnelle The Bookseller le qualifie d'« écrivain le plus populaire de notre époque » ("Obituary" 600). Son ouvrage le plus connu est la longue série Les Mystères de Londres (1844), largement inspirée des Mystères de Paris d'Eugène Sue. Il s'est vendu à 40 000 fascicules à un penny par semaine et plus d'un million d'exemplaires au total avant qu'il ne soit diffusé en volumes reliés, bénéficiant d'une diffusion internationale dans des traductions en français, allemand, italien et espagnol. Bien que (ou parce que), il a été interdit par les autorités, la version allemande était très appréciée sur le marché noir russe.
Les Mystères de Londres, et de sa suite encore plus longue Les Mystères de la Cour de Londres, sont considérés comme étant parmi les œuvres fondatrices du genre des "mystères urbains" victoriens, un style de fiction à sensation, qui a adapté des éléments du roman gothique - avec ses châteaux hantés, ses nobles demoiselles innocentes en détresse et ses abominables méchants - pour produire des récits qui, au contraire mettent l'accent sur les chocs de la vie après la révolution industrielle : la pauvreté, la criminalité et la violence d'une grande métropole, avec des descriptions détaillées et souvent sympathiques de la vie des classes inférieures - délinquants et voleurs, tous imbriqués, avec une sexualité franche qu'on ne trouve généralement pas dans la fiction populaire de l'époque.
Les Mystères de Londres, comme la plupart des œuvres de Reynolds, ont d'abord été publiés en épisodes hebdomadaires à un penny ou «Penny blood», illustrés de gravures horribles, circulant principalement parmi les lecteurs ayant peu de moyens et d'éducation. 
Les romans de Reynolds ont été réédités des deux côtés de l'Atlantique beaucoup plus longtemps que beaucoup de ceux de ses contemporains. Les Mystères de la Cour de Londres, traduit en ourdou, est resté un best-seller en Inde, une bonne partie du XXe siècle.